# Dallas Mavericks 1993-1994
La stagione 1993-1994 dei Dallas Mavericks fu la 14ª nella NBA per la franchigia.
I Dallas Mavericks arrivarono sesti nella Midwest Division della Western Conference con un record di 13-69, non qualificandosi per i play-off.

## Risultati
| Squadra                | V  | P  | %    | GB |
| ---------------------- | -- | -- | ---- | -- |
| Houston Rockets        | 58 | 24 | 70,7 | -  |
| San Antonio Spurs      | 55 | 27 | 67,1 | 3  |
| Utah Jazz              | 53 | 29 | 64,6 | 5  |
| Denver Nuggets         | 42 | 40 | 51,2 | 16 |
| Minnesota Timberwolves | 20 | 62 | 24,4 | 38 |
| Dallas Mavericks       | 13 | 69 | 15,9 | 45 |

## Roster
| N° | Naz.                   | Ruolo | Sportivo           | Anno | Alt. | Peso |
| -- | ---------------------- | ----- | ------------------ | ---- | ---- | ---- |
| 6  | Stati Uniti (bandiera) | A     | Chucky Brown       | 1968 | 201  | 97   |
| 12 | Stati Uniti (bandiera) | G     | Derek Harper       | 1961 | 193  | 84   |
| 19 | Stati Uniti (bandiera) | GA    | Tony Campbell      | 1962 | 201  | 98   |
| 20 | Stati Uniti (bandiera) | G     | Morlon Wiley       | 1966 | 193  | 84   |
| 21 | Stati Uniti (bandiera) | G     | Fat Lever          | 1960 | 191  | 77   |
| 23 | Stati Uniti (bandiera) | G     | Tim Legler         | 1966 | 193  | 91   |
| 24 | Stati Uniti (bandiera) | G     | Jim Jackson        | 1970 | 198  | 100  |
| 30 | Stati Uniti (bandiera) | G     | Lucious Harris     | 1970 | 196  | 86   |
| 32 | Stati Uniti (bandiera) | A     | Jamal Mashburn     | 1972 | 203  | 109  |
| 34 | Stati Uniti (bandiera) | A     | Doug Smith         | 1969 | 208  | 100  |
| 35 | Stati Uniti (bandiera) | C     | Donald Hodge       | 1969 | 213  | 104  |
| 40 | Stati Uniti (bandiera) | A     | Greg Dreiling      | 1963 | 216  | 113  |
| 43 | Stati Uniti (bandiera) | AC    | Terry Davis        | 1967 | 206  | 102  |
| 44 | Stati Uniti (bandiera) | AC    | Lorenzo Williams   | 1969 | 206  | 91   |
| 45 | Stati Uniti (bandiera) | C     | Sean Rooks         | 1969 | 208  | 113  |
| 50 | Stati Uniti (bandiera) | C     | Darren Morningstar | 1969 | 208  | 107  |
| 52 | Stati Uniti (bandiera) | A     | Randy White        | 1967 | 203  | 109  |
| 54 | Stati Uniti (bandiera) | A     | Popeye Jones       | 1970 | 203  | 113  |

## Staff tecnico
- Allenatore: Quinn Buckner
- Vice-allenatori: Randy Wittman, Tom Newell, Greg Ballard
- Preparatore atletico: Doug Atkinson